# Montauban-de-Bretagne
Montauban-de-Bretagne is een gemeente in het Franse departement Ille-et-Vilaine in de regio Bretagne. De plaats maakt deel uit van het arrondissement Rennes. Montauban-de-Bretagne telde op 1 januari 2022 6.574 inwoners.
In de gemeente ligt het station Montauban-de-Bretagne en de spoorweghalte La Brohinière

## Geschiedenis
Op 1 januari 2019 werd de buurgemeente Saint-M'Hervon opgeheven en opgenomen in de gemeente Montauban-de-Bretagne.

## Geografie
De oppervlakte van Montauban-de-Bretagne bedroeg op 1 januari 2022 45,42 vierkante kilometer; de bevolkingsdichtheid was toen 144,7 inwoners per km².

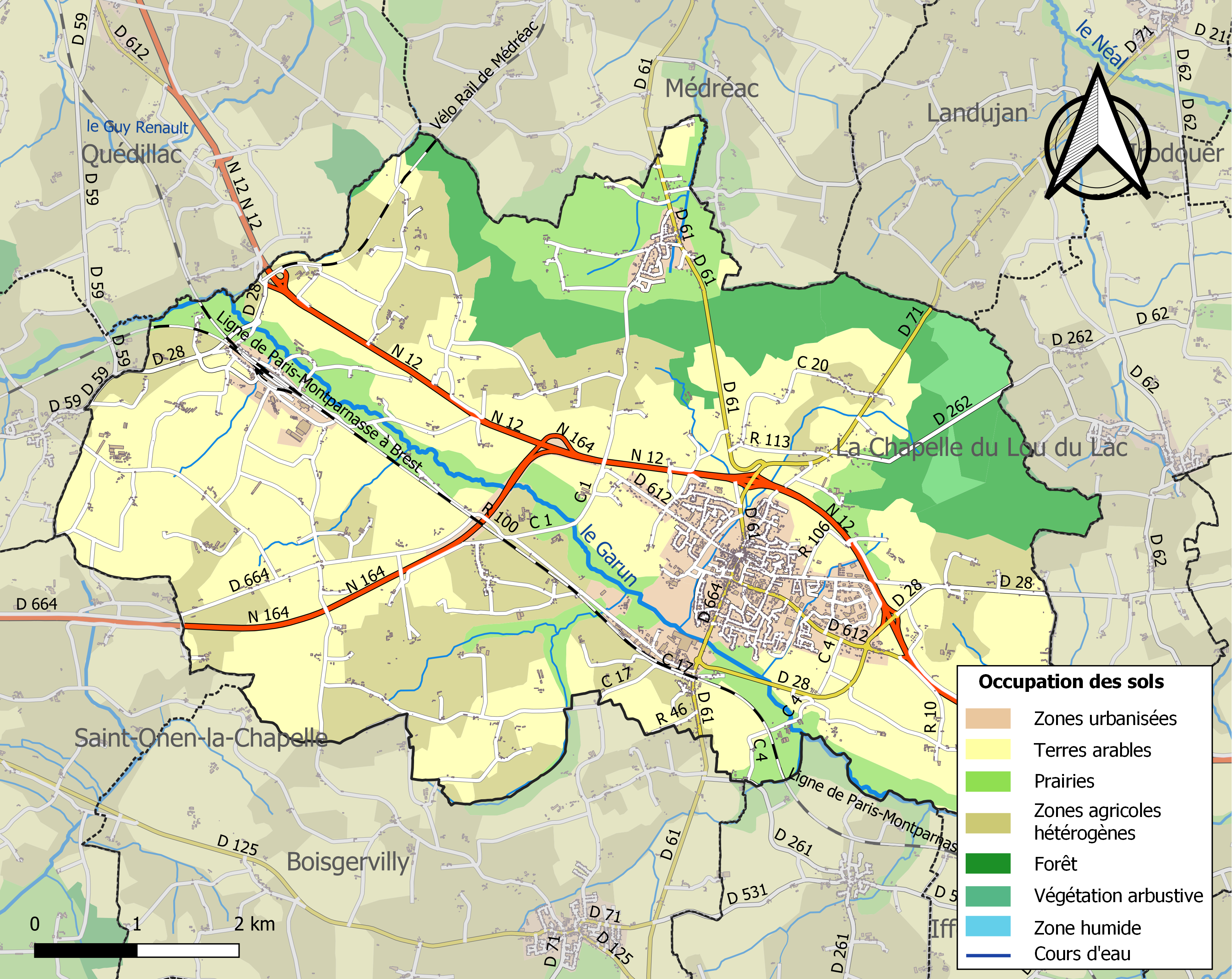
Kaart van de gemeente met belangrijkste infrastructuur, bodemgebruik en omliggende gemeenten

## Demografie
Onderstaande figuur toont het verloop van het inwonertal, bron: INSEE-tellingen. 